# Yeouido
Yeouido (en coreano: 여의도; lit. Isla Yeoui), también llamada Isla Yoi o Isla Yeoui, es una gran isla fluvial, ubicada en el río Han, en Seúl (Corea del Sur). 
Es el principal centro financiero, mediático y de banca de inversión de Seúl. Tiene una extensión de 8,4 kilómetros cuadrados y una población de 32.674 habitantes en agosto de 2023.
La isla está situada en el distrito de Yeongdeungpo-gu de Seúl, y en gran medida se corresponde con Yeouido-dong. Alberga el edificio de la Asamblea Nacional, donde se reúne el parlamento de Corea del Sur, así como la Asociación de Inversión Financiera de Corea, la megaiglesia del Evangelio Pleno de Yoido, el Edificio 63, las sedes de LG, KBS y MBC, y la Bolsa de Valores de Corea del Sur. Debido principalmente a su importancia como distrito financiero y a su céntrica ubicación, Yeouido alberga algunos de los rascacielos más altos de Seúl y de toda Corea del Sur, como el Centro Financiero Internacional de Seúl, la Torre Parc1, la Torre de la Federación de Industrias de Corea y el ya mencionado Edificio 63, uno de los más emblemáticos de la urbe.
La zona estuvo deshabitada hasta la construcción del primer aeropuerto de la península, el Aeropuerto de Yeouido. Debido a su propensión a inundaciones, a finales de la década de 1960 fue reemplazado por construcciones comerciales y residenciales.
En 2024, el gobierno metropolitano autorizó la construcción de edificios con una superficie construida de hasta el 1600 %, frente al 1000 % anterior, lo que permitió la construcción de edificios de más de 350 metros.